# آيك إيسنمان
آيك إيسنمان (بالإنجليزية: Ike Eisenmann)‏ مواليد 21 يوليو 1962 في هيوستن، الولايات المتحدة، هو ممثل ومنتج أمريكي بدأ مسيرته الفنية سنة 1972.

## الأعمال
- ناوسيكا أميرة وادي الرياح
- حرب الراكون
- قلعة هاول المتحركة
- سباق إلى جبل ساحرة

## روابط خارجية
- آيك إيسنمان على موقع IMDb (الإنجليزية)
- آيك إيسنمان على موقع ألو سيني (الفرنسية)
- آيك إيسنمان على موقع تيرنر كلاسيك موفيز (الإنجليزية)
- آيك إيسنمان على موقع أول موفي (الإنجليزية)
- آيك إيسنمان على موقع قاعدة بيانات الأفلام السويدية (السويدية)
- آيك إيسنمان على موقع قاعدة بيانات الفيلم (الإنجليزية)
- آيك إيسنمان على موقع كينوبويسك (الروسية)